# Ometecuhtli
Ometecuhtli ("signore della dualità"; also Ometeoltloque, Ometecutli, Tloque Nahuaque, Citlatonac), secondo la mitologia azteca, era una divinità del fuoco, un dio creatore ed una delle maggiori divinità del pantheon, anche se non esisteva un culto a lui dedicato e non veniva venerato attivamente. Lui e la sua sposa, Omecihuatl, furono la fonte di ogni forma di vita sulla terra: la coppia è un aspetto di Ometeotl.